# ネモ船長
ネモ船長（ネモせんちょう、仏: Capitaine Nemo 他にネモ艦長とも表記する）は、ジュール・ヴェルヌのSF小説『海底二万里』、『神秘の島』の登場人物で、同作に登場する潜水艦、ノーチラス号の艦長。謎に包まれた人物で、名前はラテン語で「誰でもない」を意味する nemo から採られている（ラテン語の「nemo」は「誰も～でない」（英：no one, nobody）に相当する言葉である。 ）。

## 経歴
彼はインドのバンデルカンド地方の大公の王子である。本名はダカールといい、イギリスのインド侵略で迫害されたティッポー・サヒブの甥にあたる。
ネモは10歳になると父の勧めにより渡欧し、30歳頃までそこで過ごした。そこにはヨーロッパの知識を吸収して、インドをイギリスから独立させて欲しいという父の願いが込められており、彼はヨーロッパで学芸の才能を発揮し、周囲の者から称賛されるまでになるが、ヨーロッパ、特にイギリスに対する復讐の念を抱き続けた。
1849年には故郷へ帰り、1858年に反乱を起こす。そして、同時期のセポイの反乱でイギリス軍により妻子を失い、20名ほどの部下とともに科学的な研究活動に没頭、太平洋上の孤島で最新の潜水艦、ノーチラス号を建造する。その後、1702年にヴィゴー湾で沈没したスペインのガレオン船の財宝を資金源として、艦のクルーと共に、圧政と闘う各国の活動家たちを支援する（『海底二万里』）。
年月が過ぎ、クルーは1人また1人と世を去る。ネモはノーチラス号の進水から30年後、重要な寄港地の1つである太平洋上の孤島の海底洞窟にノーチラス号を格納し、そこで余生を過ごす。

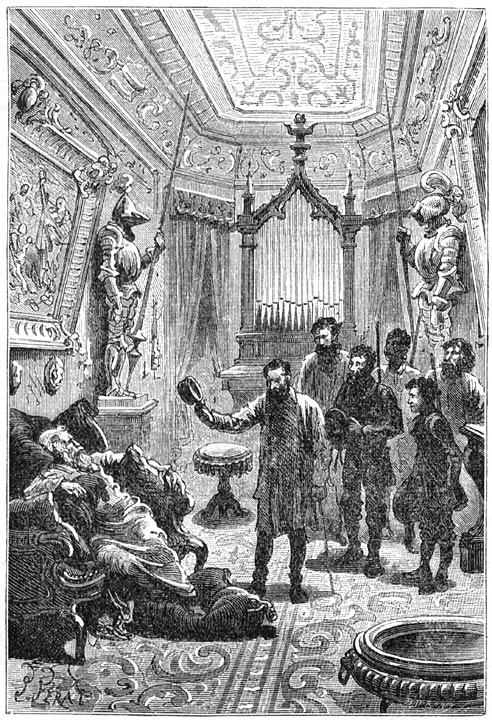
最晩年のネモ（左端）

やがて、この孤島に5名のアメリカ人が漂着し、島をリンカーン島と名付けて暮らしはじめると、ネモは密かに彼らを見守るようになる。己の死と島の崩壊を察したネモはある日、アメリカ人たちをノーチラス号を格納した洞窟へと招き入れる。ネモは自らの半生を打ち明け、近く火山活動による水蒸気爆発でこの島が崩壊することを告げ、自分が死んだあとはノーチラス号を棺として海底深くに沈めて欲しいと言い残して息を引き取る。ノーチラス号はネモの遺言どおりバラストタンクに水を満たされ、リンカーン島の洞窟の底深くに沈んでいく（『神秘の島』）。

## 人物設定
ヴェルヌの当初の案では、ネモはその頃ロシア帝国に事実上占領されていたポーランドが独立を目指して蜂起した「一月蜂起」（1863年-1865年）が失敗した際に、鎮圧によって家族を虐殺された復讐の念に燃えるポーランド貴族という設定であった。
しかし、フランスは戦争中であり、同盟国のロシア帝国を悪く扱うのは危険であるとの編集者からの勧告により破棄された（また、ロシア帝国はヴェルヌの本を扱っていた出版社にとって重要な市場であり、本の売れ行きを危惧する出版社の事情もあった）。その結果『海底二万里』のストーリーは大幅に変更され、ネモは『神秘の島』（1874年）まで謎の人物とされた。

## ネモ船長を演じた人物
※ 特記あるもの以外は映画作品。

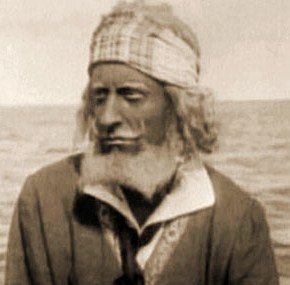
アレン・ホルバーのネモ（1916年）

- アレン・ホルバー - 『海底六万哩』（1916年）
- ライオネル・バリモア  - 『竜宮城』（1919年）
- トーマス・ミッチェル - 『Tales of Tomorrow』（1951-52年、テレビシリーズ）
- ジェームズ・メイソン - 『海底二万哩』（1954年）[8]
- ハーバート・ロム - 『SF巨大生物の島』（1961年）
- ロバート・ライアン - 『ネモ船長と海底都市』（1969年）
- オマル・シャリーフ - 『ミステリー島探検/地底人間の謎』（1973年）
- レン・カールソン - 『The Undersea Adventures of Captain Nemo』（1975年、テレビアニメ）
- ホセ・フェラー - 『アトランチスの謎』（1978年）
- 若山弦蔵 - 『海底二万里』（1981年、NHK-FMラジオドラマ）[9]
- 黒沢良 - 『海底大戦争 愛の20000マイル』（1981年、テレビアニメ）
- 大塚明夫 - 『ふしぎの海のナディア』（1990-91年、テレビアニメ）
- マイケル・ケイン、ベン・クロス - 『ディープ・シー20000』（1997年、テレビシリーズ）
- 江守徹 - 『東京ディズニーシー』（2001年-、テーマパーク内のナレーション）
- パトリック・スチュワート - 『Mysterious Island』（2005年）
- ショーン・ローラー - 『30,000 Leagues Under the Sea』（2007年）
- ファラン・タヒール - 『ワンス・アポン・ア・タイム (season 6)』（2016年、テレビシリーズ）

## 文化的影響
※ ノーチラス号#他の作品のノーチラス号も参照。
- 『東京ディズニーシー』 - パーク内に7つあるテーマポートのうちのひとつであるミステリアスアイランドはヴェルヌの作品世界を再現したエリアである。明確に名前が出るアトラクションは海底二万マイル、センター・オブ・ジ・アース。
- 『リーグ・オブ・エクストラオーディナリー・ジェントルメン』 - ヴィクトリア朝の多くの冒険小説・科学小説を題材にした壮大なパスティーシュ漫画。
- ヴェルヌワールド（ゲーム）
- ジンギスカン - 1980年発表のアルバム『ロム』にネモ船長を題材にした曲「Käpt'n Nemo」が収録されている。
- マイケル・シェンカー・グループ - 1983年発表のアルバム『限りなき戦い』にネモ船長を題材にしたインストゥルメンタル曲「Captain Nemo」が収録されている。
- ポイント・ネモ - 南太平洋上にある陸地からもっとも離れた場所、到達不能極の一つ。
- ファインディング・ニモ - ピクサー映画、主人公の名前ニモはネモの英語読みである。